# Balletto triadico
Il Balletto triadico (Triadisches Ballett) è un'opera coreografica di Oskar Schlemmer, rappresentata una prima volta il 30 settembre 1922 a Stoccarda su musiche di autori vari e poi ripresa su musiche di Paul Hindemith per il Festival di musica da camera di Donaueschingen del 1926. 

## Storia
Opera fondamentale del Bauhaus per la danza moderna, questo balletto si fonda su di un approccio pluridisciplinare al movimento al quale si ispirarono Alwin Nikolais, Bob Wilson, Philippe Decouflé e Luc Petton.